# Fistulina pallida
Fistulina pallida är en svampart som beskrevs av Berk. & Ravenel 1872. Fistulina pallida ingår i släktet Fistulina och familjen Fistulinaceae.   Inga underarter finns listade i Catalogue of Life.